# Campionato svizzero di hockey su ghiaccio 1922-1923

## Campionato Internazionale

### Partecipanti
Château-d'Œx · 
 Davos · 
 Rosey-Gstaad · 
 St. Moritz

### Verdetti
| Campionato Internazionale 1922-1923 |
| ----------------------------------- |
| St. Moritz                          |

## Campionato Nazionale

### Partecipanti
Château-d'Œx · 
 Davos · 
 Grasshoppers · 
 La Chaux-de-Fonds · 
 Losanna · 
 Rosey-Gstaad · 
 Servette · 
 St. Moritz

### Verdetti
| Campionato Nazionale 1922-1923 |
| ------------------------------ |
| St. Moritz                     |